# Polokce
Polokce (em cirílico: Полокце) é uma vila da Sérvia localizada no município de Novi Pazar, pertencente ao distrito de Rácia, na região de Ráscia e Sanjaco. A sua população era de 80 habitantes segundo o censo de 2011.

## Demografia
| 1948 | 1953 | 1961 | 1971 | 1981 | 1991 | 2002 | 2011 |
| ---- | ---- | ---- | ---- | ---- | ---- | ---- | ---- |
| 302  | 324  | 371  | 318  | 212  | 169  | 117  | 80   |